# Thekla Reuten
Thekla Simona Gelsomina Reuten (Bussum, 16 de setembro de 1975) é uma atriz neerlandesa.

## Carreira
Reuten nasceu em Bussum, Países Baixos, filha de pai neerlandês, Joost Reuten, e mãe italiana, que nasceu em Benabbio perto de Bagni di Lucca. Ela estudou atuação na Universidade de Artes de Amsterdã. Durante o último ano de seus estudos, ela assumiu papéis principais em produções cinematográficas e teatrais neerlandesas. No início de sua carreira, ganhou o "Prêmio Shooting Star" do Festival Internacional de Cinema de Berlim por sua interpretação de Lotte no filme De Tweeling, que foi indicado ao Oscar de Melhor Filme Estrangeiro. Os seus papéis subsequentes incluíram In Bruges com Colin Farrell, Hotel Lux com Bully Herbig, e The American ao lado de George Clooney, bem como o thriller político Ceasefire. Outros filmes incluem Tate's Voyage, Kruimeltje, Rosenstrasse, Bellezza che non lascia scampo, Una e Iedereen beroemd!, que foi indicado ao Oscar de Melhor Filme Estrangeiro.
Na televisão, os trabalhos de Reuten incluem Hidden e Restless da BBC do Reino Unido, e Sleeper Cell do Showtime. Em 18 de março de 2019, foi anunciado que Reuten foi escalada como Jillian Salvius na série de fantasia da Netflix, Warrior Nun.